# Solinair
Solinair d.o.o. je slovenski letalski prevoznik s sedežem na Letališču Jožeta Pučnika Ljubljana. Opravlja predvsem čarterske tovorne polete za različna logistična podjetja, kot je DHL, in nudi tudi vzdrževanje letal.

## Pregled
Letalska družba je bila ustanovljena leta 1991, z obratovanjem je pričela istega leta. Julija 2015 je Solinair prodal celotno floto. Medtem ko je bil en Saab 340 vrnjen najemodajalcu, sta bila dva Boeinga 737-400 F iz neznanih razlogov prodana. Od septembra 2015 Solinair upravlja z letali Airbus A300-600RF.

## Destinacije
Solinair izvaja tovorne čarterske lete v imenu drugih letalskih prevoznikov in logističnih podjetij ter storitev ACMI.

## Flota

### Trenutna flota
Od novembra 2021 floto družbe Solinair sestavljajo naslednja letala:

### Pretekla flota
Solinair je uporabljal tudi naslednje tipe letal:
- Let L-410 Turbolet
- Boeing 737-400F
- Saab 340F